# 螣蛇十四
仙后座AR(AR Cas)是在仙后座的一個多星系統。它被認為是一個擁有七顆恆星的系統之一，另一個是天蠍座ν。截至2020年1月，尚未發現更多恆星組成的恆星系統。

## 命名法
在一些文獻中，仙后座AR經常被稱為IH-Cas(或IH Cas )。這個名稱起源於赫維留斯在17世紀製作的星表和星圖，而由於欠缺拜耳或佛蘭斯蒂德的名稱，而一直被使用著。這在約翰·佛蘭斯蒂德的赫維留斯星表的編目中是仙后座的第一顆恆星，因此是"1 Hev. Cas"或"1 H. Cas" (類似於古德命名法)，因此經由轉化成為IH Cas。

## 性質
仙后座AR主要的子系統，仙后座AB，是一個三合星系統。B星距離A星0.8角秒。A星本身就是一顆大陵五型變星，也就是食聯星，軌道週期約為6.07天。它的主星是B型主序星和A型主序星組合的食聯星，伴星可能是金屬線星(Am星)。
更遙遠的是另外兩顆恆星，分別命名為C與D，與中央的子系統相距76.1角秒(或大約1.27角分)。它們的組合光譜與另一顆B型主序星相匹配；這一對也稱為HD 221237。最後一對距離主子系統 67.2角秒(1.12角分)，稱為F和G，都是F型星。這四顆恆星都有共同的自行，因而成為眾所周知的伴星。